# 兰利环形山
兰利环形山（Langley）是靠近月球正面西北边缘的一座大撞击坑，其名称取自美国天文学家暨物理学家、热辐射仪发明人及航空先驱塞缪尔·皮尔庞特·兰利（1834年-1906年），1964年被国际天文学联合会正式批准接受。

## 描述

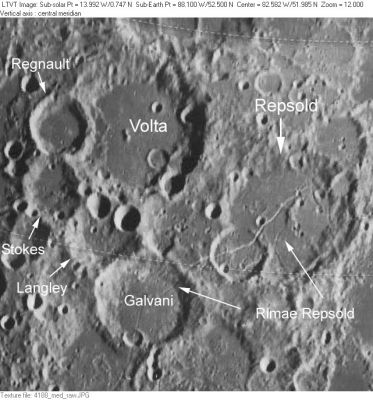
月球勘测轨道飞行器拍摄

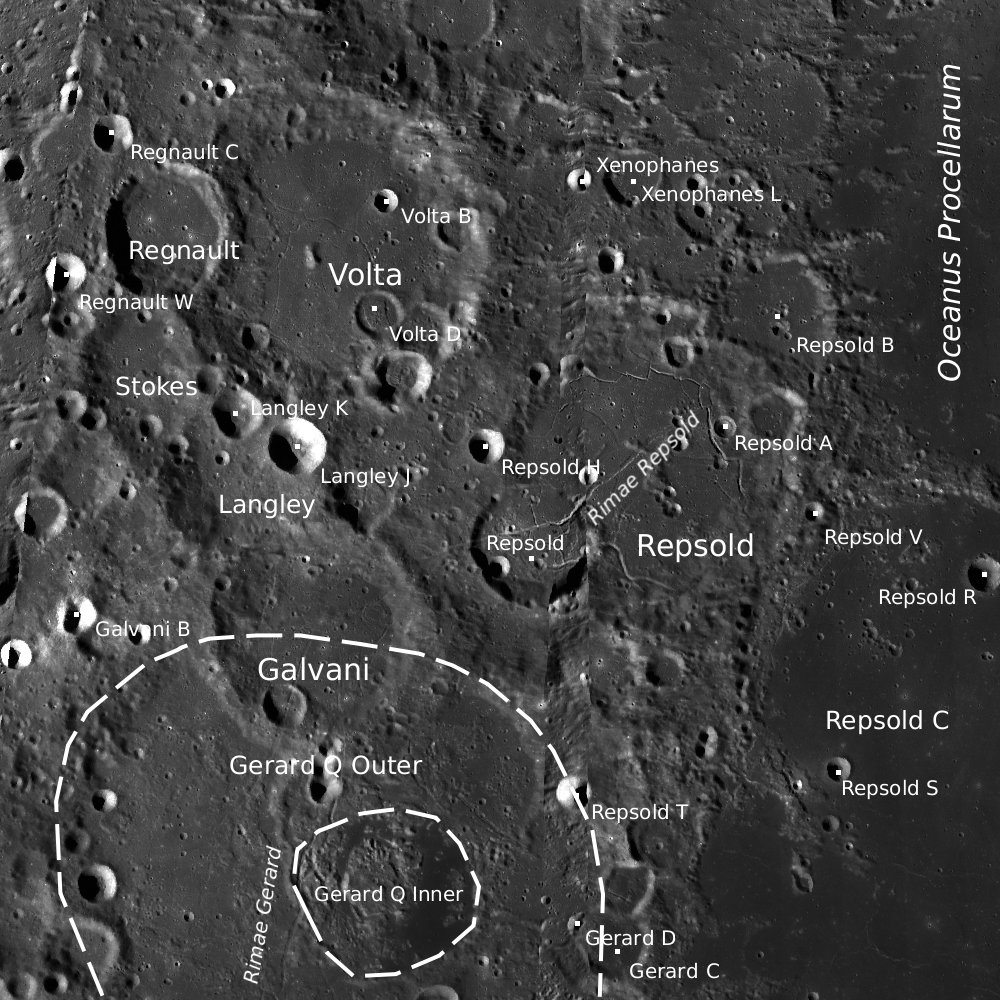
兰利环形山的周边，月球轨道器4号拍摄。

该陨坑楔入在西北的斯托克斯环形山和北面的伏打环形山之间，东侧毗邻雷普索尔环形山，东南部则被伽伐尼环形山所覆盖。兰利环形山的东面蜿蜒着全长166公里的雷普索尔月溪，更远处则是浩瀚的风暴洋。该陨坑中心月面坐标为51°06′N 86°18′W / 51.1°N 86.3°W，直径59.17公里，深度约2.71公里。从地球上只能看到它的侧面。
兰利环形山坑壁已被相邻的陨石坑严重损毁，其边缘轮廓极不规则，与周边地形难以分辨。它的西北侧略微重叠在斯托克斯环形山上，而东南侧切入了伽伐尼环形山，且部分侵入到坑内，而北侧坑壁上则横跨了一对相靠近的小撞击坑—卫星坑兰利 K和兰利 L，只有西侧坑壁保存相对最完整，但其内外侧也覆盖有数座小陨坑。兰利环形山坑壁平均高出周边地形1200米，内部容积约2952立方千米。坑底表面相对平坦，除散布有一些细小的陨坑外，没有其它醒目的地貌结构。

## 卫星陨石坑
按惯例，最靠近兰利环形山的卫星坑将在月图上以字母标注在它的中心点旁边.

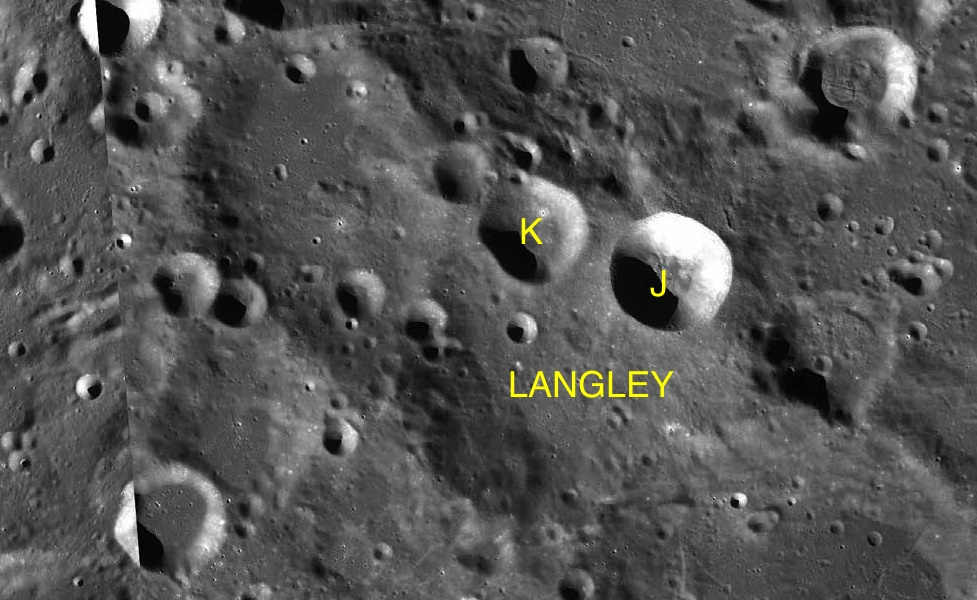
LAC-21 区域图

| 兰利 | 纬度    | 经度    | 直径    |
| ---- | ------- | ------- | ------- |
| J    | 51.7° N | 85.2° W | 20 公里 |
| K    | 52.0° N | 86.3° W | 20 公里 |

## 参引资料
1. ↑   (PDF).   [2017-03-11]. （原始内容存档 (PDF)于2013-02-20）.
2. ↑  .   [2017-03-11]. （原始内容存档于2019-08-09）.
3. 1 2 3  Lunar Impact Crater Database

## 另请参阅
- Andersson, L. E.; Whitaker, E. A. . NASA RP-1097. 1982.
- Blue, Jennifer. . USGS. July 25, 2007  [2007-08-05]. （原始内容存档于2018-12-25）.
- Bussey, B.; Spudis, P. . New York: Cambridge University Press. 2004. ISBN 978-0-521-81528-4.
- Cocks, Elijah E.; Cocks, Josiah C. . Tudor Publishers. 1995. ISBN 978-0-936389-27-1.
- McDowell, Jonathan. . Jonathan's Space Report. July 15, 2007  [2007-10-24]. （原始内容存档于2018-12-25）.
- Menzel, D. H.; Minnaert, M.; Levin, B.; Dollfus, A.; Bell, B. . Space Science Reviews. 1971, 12 (2): 136–186. Bibcode:1971SSRv...12..136M. doi:10.1007/BF00171763.
- Moore, Patrick. . Sterling Publishing Co. 2001. ISBN 978-0-304-35469-6.
- Price, Fred W. . Cambridge University Press. 1988. ISBN 978-0-521-33500-3.
- Rükl, Antonín. . Kalmbach Books. 1990. ISBN 978-0-913135-17-4.
- Webb, Rev. T. W.  6th revised. Dover. 1962. ISBN 978-0-486-20917-3.
- Whitaker, Ewen A. . Cambridge University Press. 1999. ISBN 978-0-521-62248-6.
- Wlasuk, Peter T. . Springer. 2000. ISBN 978-1-85233-193-1.